# Perry McCarthy
Perry McCarthy, né le 3 mars 1961 à Stepney (Londres), est un pilote automobile anglais. Il a participé à onze courses du championnat du monde de Formule 1 1992, mais n'a jamais pu se qualifier. Il a également participé à 6 éditions des 24 Heures du Mans entre 1996 et 2003, mais a toujours été contraint à l'abandon. Il incarnait le premier Stig dans les deux premières saisons de Top Gear, une des émissions emblématiques de la BBC, diffusée sur la chaîne de télévision BBC Two.

## Biographie
Perry McCarthy commence sa carrière par le championnat Autosport de Formule Ford en 1983 puis poursuit en Formule 3 de 1984 à 1986. Il se classe huitième du Championnat de Grande-Bretagne de Formule 3 et passe à la Formule 3000 en 1987 où son bilan reste faible avec une non-qualification, et deux accidents pour une seizième place comme meilleur résultat. Sa saison 1989 n'est pas meilleure avec une  non-qualification, et une septième place à Spa pour meilleur résultat.
En 1991, il se présente à quelques séances d'essais pour Footwork Racing, sans résultat.
Comme il manque de moyens financiers pour courir une saison entière, il se tourne vers l'endurance en 1990 et, grâce à plusieurs saisons convenables en IMSA, postule à un baquet chez Andrea Moda Formula en Formule 1 en 1992 lorsque celle-ci se retrouve sans pilotes, dès le second Grand Prix de l'année.
McCarthy devient second pilote aux côtés de Roberto Moreno. Si la FISA accepte de lui délivrer sa super licence, Bernie Ecclestone s'y oppose. McCarthy et son employeur, Andrea Sassetti contestent la décision et la FIA valide la licence de McCarthy.
McCarthy ne parvient pas à prendre le départ du moindre Grand Prix. En Espagne sa voiture ne quitte pas les stands, à Saint-Marin il réalise un temps de 119 % de la pole position à plus de 8 secondes de son coéquipier. À Monaco sa voiture sert de mulet à Moreno se qualifie. Au Canada, les moteurs d'Andrea Moda restent bloqués sur le tarmac de l'aéroport de Londres. Si Brabham prête un de ses moteurs pour Moreno, McCarthy ne peut pas tourner. En France, la FIA exclut Andrea Moda sous le prétexte qu'Andrea Sasseti n'a pas payé un fournisseur. En Grande-Bretagne, il réalise un temps de 137 % de la pole, à 16 secondes de Moreno. En Allemagne, les mécaniciens cassent son aileron avant et il ne peut pas rouler. En Hongrie, à nouveau, sa monoplace sert de mulet à Moreno. En Belgique la FIA oblige Andrea Moda à faire rouler Perry, qui rate une nouvelle fois sa pré-qualification, à 124 % de la pole, 10 secondes plus lent que Moreno. L'écurie déclare ensuite forfait pour le reste de la saison et Perry ne remontera jamais dans une Formule 1.
En 1993, il participe à quelques séances d'essais pour Benetton Formula, sans résultat.
McCarthy repart donc en endurance au sein de l'écurie Panoz.

## Résultats en championnat du monde de Formule 1
| Saison | Écurie              | Châssis | Moteur  | Pneus    | GP disputés | Points inscrits | Classement |
| ------ | ------------------- | ------- | ------- | -------- | ----------- | --------------- | ---------- |
| 1992   | Andrea Moda Formula | S921    | Judd V8 | Goodyear | 0           | 0               | n.c.       |